# Nitrylazid
Nitrylazid (Tetrastickstoffdioxid) ist ein instabiles Stickoxid, das sowohl als anorganisches kovalentes Azid als auch Nitrylverbindung gesehen werden kann. Der Stickstoffgehalt im Molekül beträgt 63,65 %.

## Darstellung und Gewinnung
Ein erster Hinweis auf die Bildung der Verbindung aus Nitroniumtetrafluoroborat und Lithiumazid in Acetonitril oder Tetrachlorkohlenstoff bei tiefen Temperaturen wurde schon 1973 gefunden. Umsetzungen von Nitrylchlorid mit Aziden wie Trimethylsilylazid oder Titandicyclopentanyldiazid ergaben statt der Zielverbindung bevorzugt das Chlorazid ClN3. Die Reaktion von Natriumazid mit Nitrylfluorid führte schon bei −115 °C zu einem explosionsartigen Zerfall der Reaktionsmischung. Eine Darstellung von Nitrylazid gelang durch die Umsetzung von Nitroniumhexafluoroantimonat mit Natriumazid in flüssigem Kohlendioxid bei −50 °C unter Druck, wobei die Verbindung nur spektroskopisch nachgewiesen und nicht isoliert wurde.

## Eigenschaften
Nitrylazid ist so instabil, dass eine Reindarstellung nicht möglich ist. Das in Lösung gemessene Raman-Spektrum stimmt mit dem mittels Ab-initio-Berechnung ermittelten überein. Die Verbindung zerfällt leicht zum Distickstoffmonoxid, wobei eine zyklische Zwischenstufe postuliert wird. Eine quantenchemische Ab-initio-Berechnung ergab für den Zerfall eine stark exotherme molare Reaktionsenthalpie von −250 kJ·mol−1.